# Christine Loudes
Christine Marie-Helene Loudes (1972 - 2016) fue una abogada belga especialmenbte conocida por su trabajo como activista de derechos humanos dedicando gran parte de su vida académica y profesional a hacer campaña por la igualdad de género y abogar por los derechos de las mujeres . Fue honrada por su trabajo en contra de la mutilación genital femenina (MGF) y dirigió la campaña End FGM de Amnistía Internacional que condujo al establecimiento de la Red Europea End FGM . Durante su carrera trabajó con ILGA-Europa (Asociación Internacional de Lesbianas, Gays, Trans e Intersex), el Instituto Europeo para la Igualdad de Género y la Comisión de Derechos Humanos de Irlanda del Norte . 

## Educación
Obtuvo su doctorado en derechos y política de las mujeres en la Queen's University, Belfast (2003), después de recibir un título de maestría en derecho de los derechos humanos de la Universidad de Nottingham y una maestría en ciencias políticas y derecho de la Universidad Robert Schuman .

## Carrera
Loudes comenzó su carrera como profesora de Derecho Europeo y Derecho Civil francés en la Universidad de Queen, Belfast y posteriormente se unió a la Comisión de Derechos Humanos de Irlanda del Norte como Oficial de Investigación. 
Entre 2004 y 2008 fue Directora de Políticas de la Región Europea de la Asociación Internacional de Lesbianas, Gays, Trans e Intersex (ILGA-Europa) haciendo campaña por los derechos de las personas LGBTI en el Consejo de Europa, la Organización para la Seguridad y la Cooperación en Europa, el Unión Europea y las Naciones Unidas .
En enero de 2009, se unió a la Oficina de Instituciones Europeas de Amnistía Internacional en Bruselas como directora de la Campaña Europea End FGM. Hizo campaña para poner fin a la mutilación genital femenina en asociación con 15 organizaciones nacionales y actuó como asesora en un estudio de mapeo sobre la mutilación genital femenina para el Instituto Europeo para la Igualdad de Género. En 2014 recibió el Premio a la Defensora de Género de Amnistía Internacional.
Se unió al Instituto Europeo para la Igualdad de Género en 2015 como Oficial Principal de Violencia de Género, un cargo que ocupó hasta su muerte el 28 de diciembre de 2016. 